# Бдительный (миноносец)
«Бдительный» — эскадренный миноносец Российского Императорского флота типа «Кит».

## История корабля
Миноносец «Бдительный» был заказан по судостроительной программе «Для нужд Дальнего Востока». 11 января 1899 года зачислен в списки судов Российского флота, 26 февраля заложен на судоверфи фирмы «Шихау» в Эльбинге, 18 ноября 1899 года спущен на воду. Вступил в строй в июне 1900 года. После испытаний отправился в Либаву, куда прибыл в июле 1900 года.
С 12 октября 1900 года по 23 апреля 1901 года совершил переход из Кронштадта в Порт-Артур, где вошёл в состав Первого отряда миноносцев Первой Тихоокеанской эскадры.
С началом Русско-японской войны «Бдительный» принял участие в боевых действиях, неся сторожевую службу на внешнем рейде и совершая разведывательные походы. За первый месяц войны миноносец выходил в море с различными боевыми заданиями 5 раз. 9 марта 1904 года совместно с «Грозовым» отражал атаку японских миноносцев на рейде Порт-Артура. 2 мая во время возвращения из очередного похода на миноносце лопнуло несколько котельных трубок. 2 июля на «Бдительном» смонтировали приспособление для постановки мин и впоследствии корабль участвовал в нескольких минных постановках. Из-за неисправности котлов, во время попытки прорыва эскадры из Порт-Артура миноносец оставался на ремонте в крепости. После исправления повреждений «Бдительный» неоднократно участвовал в обстрелах занятого противником побережья.
29 октября 1904 года в 16 часов «Бдительный», возвращаясь ночью из бухты Белый Волк и имея на буксире миноносец «Сердитый» без паров, подорвался на японской противокорабельной мине заграждения. Взрывом были разрушены два кормовых отделения, но благодаря переборке между унтер-офицерским и кормовым отделением, миноносец остался на плаву и был отбуксирован в порт. К ремонту миноносца из-за сильных повреждений не приступали.
Миноносец «Бдительный» был взорван своей командой в Порт-Артуре 20 декабря 1904 года накануне сдачи крепости.